# Schlatt (Zurich)
Pour les articles homonymes, voir Schlatt.

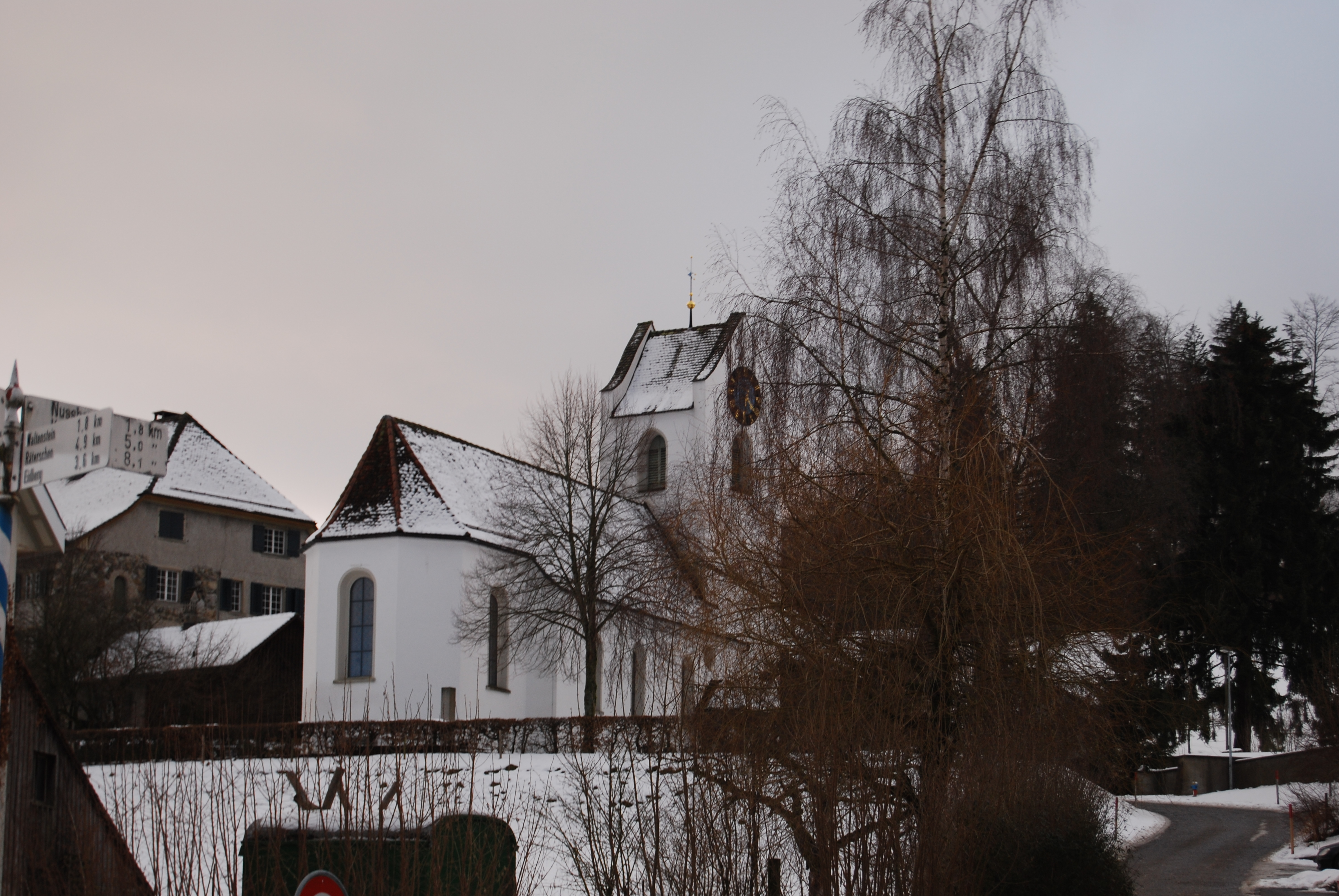
Église de Schlatt.

Photo aérienne prise à 400 m par Walter Mittelholzer (1923).

Schlatt (appelée « Schlatt bei Winterthur » jusqu'en 1999) est une commune suisse du canton de Zurich, située dans le district de Winterthour.
Il est composé des villages de Unterschlatt, Oberschlatt, Waltenstein et Nussberg.

## Monuments et curiosités
L'église paroissiale réformée est une église rurale qui, dans sa forme actuelle, a probablement été construite au début du XVIe siècle. Avec le presbytère massif, elle forme un ensemble impressionnant. Durant le Moyen Âge, la cure servit de tour d'habitation à des nobles ; elle a été fortement remaniée en 1583 et en 1748-49.

## Personnalités
- Oscar Egg (1890-1961), cycliste.
- Barbara Ganz (1964- ), cycliste.